# Langzeitsee
Unter einem Langzeitsee (englisch ancient lake) versteht man einen See, der mindestens eine Million Jahre lang ununterbrochen Wasser führt, denn in der Regel sind limnische Standgewässer weit jünger. Zahlreiche postglaziale Seen (beispielsweise der Bodensee) sind keine 20.000 Jahre alt. Die kurze Existenz von solchen Standgewässern liegt am regelmäßigen Eintrag von Sediment durch die Zuflüsse. Dadurch verlandet der See binnen weniger Jahrtausende. Meist liegt der Grund für die lange Lebensdauer von Langzeitseen in einer geologischen Formation. Dabei wirkt beispielsweise die Plattentektonik der Verlandung entgegen.

## Biologische Bedeutung von Langzeitseen
In der Evolutionsbiologie dienen Langzeitseen als „Laboratorien“ der Natur. In Analogie zu den bekannten Galápagos-Inseln bilden solche Seen sozusagen Inseln aus Wasser inmitten eines Ozeans aus Land. Aufgrund der langen Lebensdauer können sich in solch isolierten Lebensräumen häufig Arten entwickeln, die nur im jeweiligen See heimisch sind: sogenannte endemische Arten. Evolutionsbiologen untersuchen innerhalb eines im Vergleich zum Festland oder Ozean überschaubaren Ökosystem des Sees die Besonderheiten und Bedingungen, die zur Entstehung neuer Arten führten. Im Tanganjikasee in Zentralafrika wird beispielsweise die Radiation von Buntbarschen untersucht. Im europäischen Ohridsee liegt ein Zentrum der Evolutionsforschung auf den dort endemischen Mollusken.

## Ausgewählte Langzeitseen
- Baikalsee (Russland)
- Biwa-See (Japan)
- Ohridsee (Südosteuropa)
- Tanganjikasee (Ostafrika)
- Malawisee (Ostafrika)
- Titicaca-See (Südamerika)
- Saissansee (Kasachstan)